# Horváth-Gruppe
Horváth (bis April 2021 Horváth & Partners Management Consultants) ist eine international tätige, unabhängige Managementberatung mit mehr als 1.400 Mitarbeiterinnen und Mitarbeitern an Standorten in Europa, den USA und weiteren globalen Märkten.

## Profil
Horváth berät Unternehmen und Führungskräfte in der Gestaltung von Geschäftsmodellen, Organisationsstrukturen, Prozessen und Steuerungssystemen. Horváth ist Mitglied im internationalen Consulting-Netzwerk Cordence Worldwide.

## Geschichte
Die Unternehmensberatung wurde im Oktober 1981 von den Universitätsprofessoren Péter Horváth und Erich Zahn sowie dem Unternehmer Hans-Georg Winderlich als IFUA Institut für Unternehmensanalysen gegründet. Ende der 1980er Jahre traten Studenten und ehemalige Doktoranden von Horváth in das Unternehmen ein, die den Aufbau der Beratungsgruppe in der Folge maßgeblich mitgestalteten. Nach dem Tod von Hans-Georg Winderlich und dem Ausscheiden von Erich Zahn wurde die Gesellschaft 1989 als IFUA Horváth & Partner GmbH fortgeführt.
In den 1990er Jahren wuchs die Organisation zu einer internationalen Beratungsgruppe mit Büros unter anderem in Budapest (1990), Wien (1994). Zürich (2000), Bukarest (2005). Gemeinsam mit seinen Partnern trieb Péter Horváth die Entwicklung neuer Controlling-Methoden (beispielsweise die Prozesskostenrechnung und Weiterentwicklung des Target-Costing-Ansatzes sowie die Anwendung von Steuerungsinstrumenten) in den Unternehmen voran. Mitte der 1990er Jahre brachte Horváth & Partners das Konzept der Balanced Scorecard nach Europa.
Im Jahr 2000 organisierte sich das Unternehmen neu: Die Horváth AG wurde als Holding der Horváth & Partners-Gruppe gegründet, Themen und Branchenkompetenzen wurden in Competence Centern gebündelt. Péter Horváth übernahm den Aufsichtsratsvorsitz. Die Führung der Unternehmensgruppe sowie der Landesgesellschaften liegt seit diesem Zeitpunkt in den Händen des neu geschaffenen Vorstands und der Partner. 2008 stellte das Unternehmen den 400. Mitarbeiter ein, und der Gruppenumsatz stieg erstmals über 100 Millionen Euro.
Mit Büros an den Standorten Riad (2015), Dubai (2018), Atlanta (2019), Rom (2021) und Kopenhagen (2022) ist Horváth gegenwärtig mit insgesamt 17 Büros in 10 Ländern vertreten und beschäftigt mehr als 1.400 Mitarbeiter. Mit der Verkürzung des Markennamens von Horváth & Partners zu Horváth änderte sich im April 2021 auch der Markenauftritt durch die Einführung des Markenzeichens der Doppelraute. Am 8. Februar 2024 gab das Unternehmen die erste strategische Akquisition seit seiner Gründung bekannt. Horváth hat rückwirkend zum 1. Januar die auf die Vermittlung von Interim Managern spezialisierte Plattform Interim-X mit Sitz in München übernommen.

## Auszeichnung
Horváth wurde beim Wettbewerb „Best of Consulting“ des Magazins WirtschaftsWoche, der seit 2010 besteht, bereits zwölfmal in unterschiedlichen Themenkategorien als eine der besten Managementberatungen Deutschlands ausgezeichnet.
Zusammen mit Statista hat brand eins zum elften Mal in Folge den Markt der Unternehmensberatung untersucht und Horváth unter die besten Beratenden des Jahres 2024 aufgenommen.